# Хондо (остров)
Хондо (кор. 홍도) — остров в Южной Корее.
Остров расположен в 115 км к юго-западу от порта Мокпхо провинции Чолла-Намдо.
Площадь — 6,47 км², наивысшая точка — 378 м. В 2001 году на острове проживало 710 жителей.
В 1931 году японцами был построен маяк, его свет виден за 50 км.
В 1981 году у острова организован морской национальный парк Тадохэхэсан площадью 2321 км², крупнейший в стране.